# J.Lo Zeppeli
J.Lo Zeppeli (ツェペリ ジャイロ・?, Tseperi Jairo), il cui vero nome è Julius Caesar Zeppeli è, assieme a Johnny Joestar, il protagonista del manga Steel Ball Run di Hirohiko Araki. Dotato di una personalità istrionica, mostra di avere un'altissima opinione di sé. È anche capace di mostrare grande compassione per il prossimo e dimostra un'intelligenza straordinaria quando ce n'è bisogno. Lo contraddistinguono i capelli lunghi, un cappello in stile western e una fila di denti d'oro con sopra incisa la scritta "GO! GO! ZEPPELI".
Il suo nome viene generalmente traslitterato in Gyro Zeppeli, ma nell’edizione italiana viene chiamato J.Lo in riferimento alla nota Jennifer Lopez.

## Origini
J.Lo Zeppeli discende da una stirpe nobiliare del Regno di Napoli, in un'Italia non ancora del tutto unita. La Rotazione, tecnica appartenuta ai membri della sua famiglia da generazioni, gli fu trasmessa da suo padre intorno all'età  di nove anni. A tredici anni venne assunto con l'incarico di assistere il padre nella mansione ricoperta dalla sua famiglia, per 380 anni, al servizio del re: il boia.
La tecnica della Rotazione della famiglia Zeppeli fu sviluppata proprio tenendo conto della scienza medica e delle arti del combattimento, con lo scopo di ridurre al minimo la sofferenza del condannato: il giovane J.Lo imparò a padroneggiarla con maestria.
Quando si avvicinò il momento di subentrare al padre pronto a ritirarsi, seppe della sua probabile prima vittima: Marco, un ragazzino di nove anni che lavorava come servitore addetto alle scarpe e ai cappelli del barone Lippi. Lippi era colpevole, insieme a degli amici, di aver ordito un complotto che attentava alla vita del re, complotto fortunatamente evitato, ma che costò ai congiurati e a tutte le loro famiglie la condanna alla decapitazione. Anche Marco fu condannato, perché, secondo i giudici, "era impossibile che non fosse al corrente dei fatti". Andando contro il volere del padre, prese a cuore la questione: decise di partecipare e vincere l'evento Steel Ball Run con lo scopo di convincere il re a proclamare un'amnistia per festeggiare ed annullare di fatto la condanna del giovane Marco. Partito da Genova a bordo di una nave della famiglia reale, toccò il suolo americano il 22 maggio 1890.

## Storia
A cavallo di Valkyrie, il suo Stock horse australiano, J.Lo si distingue subito tra i concorrenti della corsa Steel Ball Run tagliando per primo il traguardo al primo stage. Purtroppo, a causa di una presunta infrazione riguardo ad un attacco armato contro un altro concorrente (Sandman), viene retrocesso di 20 posizioni. Colpito dalla tenacia e dal successo raggiunto da Johnny Joestar, gli propone di collaborare per raggiungere il primo e il secondo posto, a patto che J.Lo arrivi primo. Da allora avanzano insieme.
Fu durante il tragitto verso il secondo traguardo che scoprono di essere nel mirino di un susseguirsi uno dopo l'altro di sicari, che volevano impossessarsi di un braccio mummificato che Johnny portava con sé senza saperlo, ma riescono ad arrivare sani e salvi al traguardo arrivando quarto (J.Lo) e secondo (Johnny) anche grazie ad un regalo del re di Napoli a J.Lo: un filo con cui suturare qualunque ferita, trovato sotto forma di "Cavallo Zombie" (una sorta di pittura rupestre sulla parete di una montagna).
Perderà la vita durante lo scontro finale col ventitreesimo presidente americano, Funny Valentine.

## Poteri ed abilità
J.Lo, in quanto erede del casato Zeppeli, è il depositario della tecnica della rotazione della sfera di ferro, che i membri maschi della sua famiglia si tramandano da generazioni. Gli Zeppeli sono dei medici che svolgono anche la professione di boia ufficiale del Regno. La rotazione è stata creata come tecnica medica da applicare ai condannati per far sì che rilassassero i muscoli e non soffrissero durante la decapitazione. Al di là di questa sua funzione originaria, la rotazione può essere utilizzata in una miriade di modi diversi per ottenere altrettanti effetti: finora l'unico limite alle applicazioni è stata l'immaginazione dell'autore. La perfetta padronanza della rotazione, unita ad una preparazione fisica di prim'ordine fa di J.Lo un abile ed imprevedibile combattente. Per un breve periodo J.Lo è entrato in possesso dell'occhio sinistro della Reliquia, che gli ha donato la capacità di trasformare la sfera di ferro in un organo sensoriale, ma ha perso questo potere quando ha affidato l'occhio a Lucy Steel.